# パブリック・リレーションズ
パブリック・リレーションズ（英: public relations; PR）は、主体と公衆の望ましい関係を構築・維持する営みである。
個人や組織（国家・企業・団体など）は社会の様々な人々をステークホルダーとして持つ。個人・組織の目標を達成するためには彼らと良好な関係を築くことが不可欠である。この公衆（パブリック）に対して情報・意見を双方向に伝え受け入れながら、望ましい関係（リレーションズ）を構築し維持することがパブリック・リレーションズである。
自身に対して理解や信頼を獲得しようとする目的で行われる広報活動または宣伝活動を含む概念で、多くの場合頭文字の「PR（ピーアール）」や「PR活動」と呼ばれる。

## 定義
従来、日本語の「広報」は public information と訳されるように断続的、随時的な「公的な情報」に限定された概念であったが、今日では広報という用語もパブリック・リレーションズとほぼ同義で用いられることが多くなった。
例えば、企業の場合、public relations は、一般大衆、消費者、従業員やその関係者、販売業者、仕入先の関係業者、株主、債権者、銀行などの金融関係、政府諸機関、教育機関、その他あらゆるステークホルダーがその活動の対象となりうる。
国際パブリック・リレーションズ協会（IPRA）が1978年に採択した規定の中で、パブリック・リレーションズについて双方向性コミュニケーションによる相互理解の必要性を強調し、企業側の調整概念に資するためマネジメントへのカウンセリングと、政策調整アクションの役割を求めている。
他の定義として、
パブリック・リレーションズは、各種団体、機関の相互理解に資することによって多元的社会が意思決定を行い、より効果的に機能することに貢献するものである。これはまた、官民間の政策調整にも貢献する。また、パブリック・リレーションズはわれわれ社会のさまざまな団体、組織に奉仕するものである。これらの団体、組織がそれぞれの目標を達成するためには、従業員、会員、顧客、地方企業、株主などそれぞれ違った分野のパブリック、すなわち社会全体と効果的な関係を育てていかなければならない—米国パブリック・リレーションズ協会、公式声明 (1982)
パブリック･リレーションズとは、組織体とその存続を左右するパブリックとの間に、相互に利益をもたらす関係性を構築し、維持をするマネジメント機能である。—体系パブリック・リレーションズ 第10版
パブリック・リレーションズのパブリックは一般社会を指すが、組織体の設定する目的によってターゲットが変わる。たとえば、株式上場の場合はインベスター・リレーションズ（IR）、コミュニティとの関わりはコミュニティ・リレーションズ、政府への規制緩和等の働きかけはガバメント・リレーションズと目的に応じてターゲットも変わり、その関係醸成の戦略や内容も変化する。このように、多様なパブリックから選択した個別のパブリックをターゲットとし、それらとの関係（リレーションズ）の総体をパブリック・リレーションズという。

パブリック・リレーションズ（PR）とは、個人や組織体が最短距離で目標や目的を達成する、『倫理観』に支えられた『双方向性コミュニケーション』と『自己修正』をベースとしたリレーションズ活動である—井之上喬、パブリック・リレーションズ
などが挙げられる。

### 広報とPRの違い
日本では戦前、戦中から写真週報のような広報・宣伝媒体を持っていたが、戦後に進駐軍経由で持ち込まれたパブリック・リレーションズはそれらとは異なる民主主義の新しい概念として受け止められた。すなわち、PRの主体となる企業や団体が公衆に好かれるようにする考え方そのものがパブリック・リレーションズであり、商品広告に限らず重役が社員に行う講話の内容や企業が株主に対して行う年次報告もPRである。その手段のひとつとしてパブリシティすなわち「広報」が存在する。PRにとって「広報」と公衆のニーズをくみ上げる「広聴」は車の両輪のような存在だと考えられていた。

## 具体的なPR活動
1. 各関係グループの意見、または態度の調査
2. 好ましくないと思われている面の是正
3. 好ましいと思われている面をいっそう助長

## PR活動の種類
"パブリック"たるステークホルダーには様々な種類が存在する。それぞれに対応したPRのサブタイプの例が以下である。
| 名称                               | 対象                   |
| ---------------------------------- | ---------------------- |
| インベスター・リレーションズ（IR） | 投資家・証券アナリスト |
| メディア・リレーションズ           | マスメディア           |
| ガバメント・リレーションズ         | 行政機関・地方公共団体 |
| エンプロイー・リレーションズ       | 従業員・労働組合       |
| コミュニティ・リレーションズ       | 地域社会・NPO法人      |
| カスタマー・リレーションズ         | 消費者                 |
| インダストリー・リレーションズ     | 同業他社               |

他にも業界団体など、あらゆるステークホルダーがPRの対象となる。
手法に注目した分類は以下が挙げられる。
- パブリシティ
- マーケティング・パブリック・リレーションズ
- コーポレート・パブリック・リレーションズ（Corporate PR, CPR）

### マーケティング・パブリック・リレーションズ
マーケティング・パブリック・リレーションズ（英: Marketing Public Relations, MPR）は企業と公衆の間で具体的な製品やサービスを介して発生するPRである。企業の商品・サービスがユーザー・社会へもたらす価値などの情報を（有償広告による提示でなく）自社ホームページなどで開示し、公衆と商品・ブランド・企業の関係を構築する。商品購入（selling）へ直結する側面があるため、販売促進/プロモーションあるいはマーケティング手法の一種とも言える。

## PR活動の担当部署
日本企業においてPR活動はしばしば総務部（あるいは総務部内の広報課など）が担当する。

## PR（パブリック・リレーションズ）学科／講座を持つ大学
- 名古屋文理大学 情報文化学部
- 早稲田大学グローバルエデュケーションセンター
- 上智大学文学部　新聞学科
- 京都大学 経営管理大学院
- 青山学院大学 総合文化政策学部
- 社会情報大学院大学 広報・情報研究科
- 東京経済大学 コミュニケーション学部